# Финланд (линейный корабль, 1814)
«Фи́нланд» — 74-пушечный парусный линейный корабль Балтийского флота России. Был заложен 5 (17) декабря 1812 года в Санкт-Петербургском Новом адмиралтействе, спущен на воду 7 (19) августа 1814 года.
В 1821 году корабль выходил в практические плавания в Финском заливе. Во время разрушительного наводнения 7 (19) ноября 1824 года «Финланд» находился в Военной гавани Кронштадта. Корабль был сорван с места и вынесен на мель. С отмели он так и не был снят. Был разобран в 1828 году.

## Командиры
Командирами корабля служили:
1. 1814 — Е. Ф. Гессен
2. 1821 — Н. Р. Сеславин